# Cambridge Analytica
Cambridge Analytica — приватна англійська компанія, яка використовує технології глибинного аналізу даних (зокрема, даних соцмереж) для розробки  стратегічної комунікації в ході  виборчих кампаній в Інтернеті. Вона виникла у 2013 році як  «дочірнє підприємство» британської компанії SCL Group для участі в політичних кампаніях США. Компанія частково належить підприємцю Роберту Мерсеру.
Cambridge Analytica займається збором даних про користувачів Інтернету і соцмереж, складанням їх психологічних портретів і розробкою персоналізованої реклами. Алгоритми, що лежать в основі технологій, які використовує компанія Cambridge Analytica, значною мірою були розроблені Міхалом Косинським, психологом польського походження, з Кембриджського університету і Стенфордської вищої школи бізнесу.

## Історія
Cambridge Analytica була створена у 2013 році, як дочірня компанія приватної розвідувальної компанії SCL Group, яка діяла на військових та політичних аренах. Власники компанії Cambridge Analytica та її материнська компанія SCL, описувалися як тісно пов'язані з Консервативною партією, британською королівською сім'єю та британськими військовими.  Cambridge Analytica (SCL США) була зареєстрована у січні 2015 р. Із зареєстрованим офісом у Westferry Circus, Лондон, та лише одним співробітником, її директором та CEO Джеймсом Ешбернером Ніксом (також призначеним у січні 2015 р.).  Джеймс Нікс також був директором дев'яти подібних компаній, які мають спільні офіси в Лондоні, включаючи Firecrest technologies, Emerdata та шість компаній Групи SCL, включаючи «SCL elections limited».  Найджел Оукс, як один із власників Cambridge Analytica також заснував попередню групу SCL у 1990-х роках, а у 2005 році Н. Оукс створив групу SCL разом зі своїм братом Олександром Оуксом та Олександром Ніксом. Міністр від Консервативної партії сер Джеффрі Патті був головою та засновником SCL. В результаті скандалу з даними Facebook — Cambridge Analytica, Е. Нікс був усунений з посади генерального директора і замінений Джуліаном Уітлендом до закриття компанії.  Кілька керівників компанії були випускниками Ітонського коледжу.
У 2014 році фахівці Cambridge Analytica брали участь в 44-х виборчих кампаніях в США.
У 2016 р. брала участь у виборчій кампанії Дональда Трампа, 45-го президента США, а також у кампанії виходу Великої Британії з Європейського союзу (Brexit). Роль Cambridge Analytica в цих кампаніях була суперечливою і є предметом кримінальних розслідувань, як зі сторони Європи, та і Великої Британії, що тривають досі. Політологи з різних країн мають претензії до Cambridge Analytica щодо ефективності її методів націлювання на виборця.
У березні 2018 у декількох ЗМІ з'явилися новини про бізнес-практику Cambridge Analytica. The New York Times і The Observer повідомляють про порушення Cambridge Analytica в результаті використання компанією особистої інформації. Стверджується, що особисті дані було отримано від Facebook без дозволу користувачів і безпосередньо від зовнішнього дослідника, який стверджував, що збирає їх для академічних цілей. Незабаром після цього в новинах британського Каналу 4 (Channel 4 News) транслювалися відеосюжети, згідно з якими компанія «керувала всією цифровою кампанією (Дональда Трампа)». Facebook заборонив Cambridge Analytica використовувати інформацію зі своєї платформі, заявивши, що дії з боку СА були обманом. 23 березня 2018 року Високий суд Англії та Уельсу надав Управлінню інформації ордер на обшук в лондонських офісах компанії Cambridge Analytica.

## Методи
Методи аналізу даних  Cambridge Analytica значною мірою ґрунтувалися на науковій роботі Міхала Косінського (Michal Kosinski), психолога польського походження. У 2008 році Косінський приєднався до Центру психометрії Кембриджського університету, де потім разом зі своїми колегами розробив систему профілювання, що використовує загальні онлайн-дані, подібні до Facebook та дані смартфонів. Система профілювання у практичному сенсі показала, що з обмеженою кількістю "лайків" людей можна аналізувати краще, ніж це роблять друзі чи родичі, і що індивідуальне психологічне таргетування є потужним інструментом впливу на людей. Психологічне таргетування описує практику аналізу психологічних профілів людей за їхніми цифровими маркерами (наприклад, їх лайків у Facebook, твітів чи записів кредитних карток), щоб вплинути на їхнє ставлення, емоції чи поведінку шляхом масштабних психологічно обґрунтованих втручань.
Це визначається двома взаємопов'язаними компонентами:  
1. психологічне профілювання належати до автоматизованої оцінки психологічних рис та станів за цифровими маркерами.
2. психологічно обґрунтовані втручання описують спробу вплинути на ставлення, емоції чи поведінку людей, говорячи про їх фундаментальну психологічну мотивацію.

Дослідження в таких галузях, як психологія, маркетинг та медицині показали, що втручання, спрямовані на вплив та зміну поведінки людини, є найбільш ефективними, якщо вони адаптовані до психологічних станів та рис людини.

## Інтернет-ресурси
- Офіційний сайт
- The Cambridge Analytica Files [Архівовано 29 березня 2018 у Wayback Machine.], ongoing investigative reporting from The Observer/The Guardian, beginning 17 March 2018, part of News: Cambridge Analytica [Архівовано 29 березня 2018 у Wayback Machine.] beginning a year earlier
- What was the role of Cambridge Analytica in the EU referendum? — BBC Newsnight [Архівовано 28 жовтня 2018 у Wayback Machine.], YouTube.